# Christian Schröder (Maler)
Christian Schröder (auch Johann Christian Schröder; auch Johann Christian Schreter; * 1655 in Goslar; † 1. Mai 1702 in Prag) war ein Hofmaler des böhmischen Königshofs.

## Leben
Christian Schröder hielt sich zwischen 1682 und 1684 zu Studien Rom und Venedig auf. Nach seiner Rückkehr nach Prag wurde er 1684 Hofmaler des Kaisers Leopold I. Später wurde er zum Inspektor der Prager Galerie ernannt. Bereits 1685 erwarb er das Bürgerrecht der Prager Kleinseite. Der Maler Peter Johann Brandl war 1685–1691 ein Schüler Christian Schröders.
Bei Georg Kaspar Nagler heißt es, er habe sich auf Kosten des Grafen [Johann] Joachim Slawata in Italien ausbilden lassen. Zudem soll er seine Motive aus den Kupferstichen anderer Künstler entnommen haben. Er schreibt, Schröder sei von 1675 bis 1680 Hofmaler sowie Aufseher der k. k. Kunstgalerie gewesen. Ab 1685 habe er das Bürgerrecht der Stadt erhalten und habe sich 1694 in der Prager Maler-Bruderschaft eingeschrieben. Er soll nach Naglers Angaben Anfang des 18. Jahrhunderts als Ratsherr der Prager Kleinseite gestorben sein. Ähnlich wird es auch von Gottfried Johann Dlabacž (Bohumír Jan Dlabač) beschrieben. Er fügt hinzu, dass Schröder auf Fürbitte des Grafen Johann Joachim Slawata am 14. November 1681 vom Kaiser Leopold I. die Hoffreiheit erhalten habe, was bedeutet, dass er mit kaiserlicher Erlaubnis die Malkunst ausüben durfte.
Johann Heinrich Füssli gibt zudem an, dass Schröder verheiratet war und bei seinem Tod seine Familie in guten Verhältnissen zurückließ. Einer seiner Söhne Sohn soll Caspar geheißen haben.
Zu Schröders bekanntesten Werken zählen die Malereien im Spanischen Saal der Prager Burg sowie das Hochaltargemälde der Kirche „Mutter Gottes in der Wiege“ in der Prager Altstadt.